# A magyar labdarúgó-bajnokság aranyérmes játékosainak listája: R
Az alábbi lista a magyar labdarúgó-bajnokság bajnokcsapatainak játékosait sorolja fel, R kezdőbetűvel, bajnoki cím száma, egyesületek és idények szerint.

## R
| Játékos                   | Bajnoki cím | Csapat(ok)              | Idény(ek)                                                  |
| ------------------------- | ----------- | ----------------------- | ---------------------------------------------------------- |
| Rab Tibor                 | 2           | Ferencváros             | 1975–76, 1980–81                                           |
| Rabóczki Balázs           | 3           | 2 – MTK 1 – Dunaújváros | 1996–97, 1998–99 1999–00                                   |
| Rácz Béla                 | 3           | MTK                     | 1913–14, 1916–17, 1918–19                                  |
| Rácz László               | 1           | Ferencváros             | 1991–92                                                    |
| Raduly József             | 1           | Vasas SC                | 1957-tavasz                                                |
| Rajna Károly              | 1           | Újpesti Dózsa           | 1959–60                                                    |
| Rakitovszky Géza          | 1           | MTK                     | 1921–22                                                    |
| Rakitovszky Gyula         | 3           | MTK                     | 1921–22, 1922–23, 1924–25                                  |
| Rákóczi László            | 5           | Bp. Honvéd              | 1949–50, 1950-ősz, 1952, 1954, 1955                        |
| Rákosi Ferenc             | 3           | WMFC Csepel             | 1941–42, 1942–43, 1947–48                                  |
| Rákosi Gyula              | 4           | Ferencváros             | 1962–63, 1964, 1967, 1968                                  |
| Luis Arcángel Ramos Colón | 2           | Debreceni VSC           | 2009–10, 2011–12                                           |
| Rapos Béla                | 2           | Budapesti TC            | 1901, 1902                                                 |
| Rátkai Károly             | 1           | Ferencváros             | 1933–34                                                    |
| Rátkai László             | 3           | Ferencváros             | 1962–63, 1964, 1967                                        |
| Ray Ferenc                | 1           | Budapesti TC            | 1901                                                       |
| Rázsó Izidor              | 2           | Ferencváros             | 1926–27, 1927–28                                           |
| Rebró Béla                | 2           | MTK, Hungária           | 1924–25, 1928–29                                           |
| Rédei József              | 1           | Csepel                  | 1947–48                                                    |
| Daniel Rednic             | 1           | MTK                     | 2002–03                                                    |
| Remete Imre               | 1           | MTK                     | 1924–25                                                    |
| Répási László             | 1           | Vác                     | 1993–94                                                    |
| Révész Béla               | 4           | MTK                     | 1904, 1907–08, 1913–14, 1916–17                            |
| Rezes László              | 4           | Debreceni VSC           | 2006–07, 2008–09, 2009–10, 2011–12                         |
| Rezi Lajos                | 1           | Rába ETO                | 1982–83                                                    |
| Riedl Emil                | 1           | Budapesti TC            | 1902                                                       |
| Riff Emil                 | 1           | MTK                     | 1922–23                                                    |
| Rob Kornél                | 1           | Ferencváros             | 2000–01                                                    |
| Rodenbücher István        | 1           | MTK                     | 2007–08                                                    |
| Róka János                | 2           | Budapesti TC            | 1901, 1902                                                 |
| Romanek János             | 3           | 2 – Bp. Honvéd 1 – Vác  | 1987–88, 1988–89 1993–94                                   |
| Rónay Zoltán              | 3           | Ferencváros             | 1908–09, 1909–10, 1910–11                                  |
| Rósa Henrik               | 1           | Dunaújváros             | 1999–00                                                    |
| Rósa Dénes                | 1           | Ferencváros             | 2003–04                                                    |
| Róth Ferenc               | 1           | Zalaegerszeg            | 2001–02                                                    |
| Rothermel Ádám            | 3           | Újpesti Dózsa           | 1974–75, 1977–78, 1978–79                                  |
| Rózsavölgyi Lajos         | 1           | Bp. Honvéd              | 1949–50                                                    |
| Rubold Péter              | 1           | Újpesti Dózsa           | 1989–90                                                    |
| Rudas Ferenc              | 1           | Ferencváros             | 1948–49                                                    |
| Rudolf Gergely            | 2           | Debreceni VSC           | 2008–09, 2009–10                                           |
| Rumbold Gyula             | 7           | Ferencváros             | 1905, 1906–07, 1908–09, 1909–10, 1910–11, 1911–12, 1912–13 |
| Ruzsa Sándor              | 1           | Bp. Honvéd              | 1949–50                                                    |